# Stop (wieś)
Stop (cyr. Стоп) – wieś w Bośni i Hercegowinie, w Republice Serbskiej, w gminie Rogatica. W 2013 roku liczyła 11 mieszkańców.